# 約會程式 (黑鏡)

《約會程式》（"Hang the DJ"）是英国独立单元剧《黑鏡》第四季的第四集。由查理·布鲁克创作，提姆·范恩·派頓执导。该剧集2017年12月29日在 Netflix 首次上线，和第四季的其他内容一起播出。它讲述了艾米（乔治娜·坎贝尔饰）和弗兰克（喬·柯爾饰）的故事，两人通过一种算法在固定的时长内匹配关系，最终确定他们各自为彼此的终生伴侣。
这一集的灵感来自流媒体服务应用Spotify ，因为布鲁克在考虑为人们创作一个类似于「播放清單」的东西，罗列他们的人际关系。艺术指导乔尔·柯林斯 (Joel Collins) 造访过一个昂贵的度假区，这成为了剧集的基础设定，而最终的模拟结果和软件显示必须要经过简化和修改，以避免观众混淆。
评论家们通过Tinder这种软件把这一集跟線上約會进行类比，并与系列第三季的《圣朱尼佩洛》等作品进行了比较。根据爛番茄網站，这一集获得了不错的反响，并获得了三项英國電視學院獎 的提名，尽管大多数评论家都对弗兰克和艾米的角色持肯定意见，但他们对故事线和最后的反转仍有褒贬不一的评价。

## 剧情
弗兰克（喬·柯爾饰）和艾米（乔治娜·坎贝尔饰）使用一种叫做「教练（Coach）」的圆形装置，这个装置会给他们匹配到同伴并且给他们一段固定的相处时间。他们会在一起相处12 小时。尽管一开始很紧张，但他们很快就熟悉了起来，分开时还后悔没有共赴云雨。「教练」（ 由吉娜·布朗希尔（Gina Bramhill）配音）告诉他们系统会监控每段关系，目的是在「配对日」为他们分配一个终身伴侣，且这终身成功率高达99.8%。
弗兰克下一个配对对象是一碰面就很鄙视他的尼可拉（格温妮丝·凯沃斯饰），但他们配对时间是一年。与此同时，艾米发现下一个配对对象是十分有魅力的兰尼（喬治·布萊頓饰），他们的配对时间是九个月。艾米和弗兰克在一次活动中再次见面，在这次活动中，一对夫妇谈论了他们的成功配对。之后，艾米开始觉得莱尼的小动作令人厌烦，尤其是他沉重的喘气声。恋情结束后，她一直跟人配对且每次时间都是36小时；她跟每个配对对象都只是发生性关系，她思想开始游离，觉得配对毫无意义。
弗兰克的配对结束后，他和艾米再次配对，为了避免先入为主，他们就不提前查看配对时间这件事达成一致。他们十分享受他们的第一次性爱，还谈论了系统是如何运作的。一天晚上，弗兰克偷看了配对时间。最初是五年，但是因为弗兰克背叛了他们的协议，导致了系统的不稳定，于是系统不断重新校准，直到它显示为20个 小时。第二天，他们一起出门游玩，弗兰克只顾着心烦意乱，他在剩下的一个小时的时候，坦白了所有的事。她很生气，而他很难过。
他们继续毫无意义的配对。但这时艾米注意到她每次打水漂都是碰到四次水面。在艾米的配对日的前一天晚上，她能选择一个人来进行告别，她选择了弗兰克，之后，她就把「教练」像打水漂一样扔进了泳池。在与弗兰克共进晚餐时，她得知弗兰克的配对日也是明天，她鼓励他和她一起离开。艾米意识到到他们都没有进入系统之前的记忆，所以她认为这个世界是一个考验，且他们必须反抗。一个拿着电击枪的男人走近；艾米碰了碰电击枪，它不起作用，而且这时餐厅里的人都僵住了。弗兰克和艾米跑到一堵隔离外部世界的墙边，并且爬上了墙。这个世界是一个虚拟世界，是 1000 个虚拟世界之一，也是 弗兰克和艾米反抗的 998 个世界之一。在现实世界中，艾米的约会应用程序说弗兰克是 匹配度99.8%的伴侣，他们第一次在酒吧间进行眼神交流，就像史密斯乐团演奏的《恐慌》这首歌一样。

## 制作
原本 《黑镜》的第一和第二季要在英國第四台播出但在2016年3月，Netflix出价4000万美元，且金額高于第四台，所以Netflix获得在英国发行黑鏡的权利。12 集的订单分为两季，每季6集，这集《約會程式》在后一季，即第四季。本季的六集都于2017年12月29日同时在 网飞上发布。《約會程式》是第四集，但由于《黑镜》是独立单元剧，每集都可以按任意顺序观看。

### 构思与剧本
根据执行制片人安娜贝尔·琼斯的说法，《約會程式》反映了当代人约会状态和「普遍的孤独感」。 这一集起源于剧集创作者和编剧，查理·布鲁克，他通过与音频流媒体平台Spotify的类比，构思了这个叫「教练」的約會應用程式。 該约会应用可以从每段关系中学习到用户的新想法。由于截止日期迫在眉睫，这篇剧本是赶着写完的。 
这一集的积极基调与第三季的《圣朱尼佩洛》相似，但是与其他分集相反。 布鲁克担心粉丝不喜欢《約會程式》这种「轻快俏皮的喜剧基调」，所以他最初并不愿意写一个大团圆结局。然而，他希望人们可以喜欢艾米和弗兰克的关系，因为他注意到了观众对“圣朱尼佩罗”中凯利和约克的正面反应。两集都以一种反转的方式揭示了这个场景是一个模拟现实。 《約會程式》的一个挑战是，直到最后真相说出之前，都保持一种不明晰的状态，但同时又让观众意识到背景设置是不同寻常的。 在一个场景中，弗兰克和艾米已经意识到他们身处一个模拟世界，就像布鲁克所说的「双重虚张声势」。 
作家们讨论了一个有关时间长短的问题，就是弗兰克最初看到他跟艾米第二段关系的配对时间应该设置多久。布鲁克说，他们的最终决定是五年，这是“发展一段认真关系的合理时间”，但弗兰克还是很失望，因为这意味着这段关系终将结束。 弗兰克偷看了配对时间，导致了剧本中的结构性问题，但这个场景在编剧看来是很重要的，因此围绕这个想法重新编写了剧本。 
根据布鲁克的设想，这个虚拟世界将通过雲端運算运行。 同时运行 1000 个世界副本的想法，最初是在《白色圣诞节》这一特别篇中提到的。在这一集中，一个嫌疑人的模拟副本供认了犯罪。有人问布鲁克这是否是可接受的证据，他回答说，系统可以不断地创造出模拟世界，每个模拟世界的设定有些许差别，以此来提高整个系统的稳定性。 对于没有进行反抗的虚拟情侣，布鲁克说“这个系统已经达到了它的目的，在现实中就结束了”。 
这一集是一部浪漫喜剧；跟其他作品比较起来，它的主题是一个人寻找他的理想伴侣。 《Paste》 杂志的雅各·奥勒（Jacob Oller）和《极客据点》（Den of Geek） 的路易莎·梅勒（Louisa Mellor） 将其与《單身動物園》(2015) 进行了比较，后者是一部强迫单身人士寻找伴侣的电影。 梅勒和《纽约雜誌》杂志的珍·钱尼（Jen Chaney）将其与《良善之地》进行比较，后者是一档情景喜剧，节目开始就将死后之人与他们的灵魂伴侣进行匹配 其他的都是跟不同媒体做比较，这个媒体是围绕一个人进行持续的观察，例如《楚門的世界》和《一九八四》 。 梅勒还认为结局就像电影《當哈利碰上莎莉》中的结局，因为「一开始就认识的情侣最终走到了一起，他们是近乎完美的匹配」。 
本集还与其他《黑镜》剧集进行了比较，尤其是第三季的《聖朱尼佩洛》。 《纽约》 的凱薩琳·范艾倫東克（Kathryn VanArendonk）发现这两集都充满希望，并展示了「技术进步促进的爱情萌芽，而且两个人在他们认识的世界之外都选择了彼此」。 《娱乐周刊》的李雪莉（Shirley Li）看到了一些相似之处，比如「命运多舛的情侣」和「围绕他们设定的不可能的参数」，但也发现《約會程式》的结局「更荒谬，更阴险，不那么乐观和温暖」。《大西洋月刊》的苏菲·吉伯特（Sophie Gilbert） 认为这一转折也与其他以模拟人物为主角的剧集有关，包括《聯邦星艦卡里斯特》和《白色圣诞节》。 此外， 《大西洋月刊》的汉娜·乔治斯 (Hannah Giorgis) 后来将其与电视剧《灵魂伴侣》系列 (2020) 进行了比较，后者也由坎贝尔（Campbell）主演，由黑镜编剧威廉·布里奇斯 (William Bridges) 共同创作。它说明在不久的将来，我们可以依靠科学依据来完全准确地确定一个人的“灵魂伴侣”。 乔治斯 写道，在两部作品中，「浪漫的张力实际上是在讨论关于安全感、保障和归属感等更大的话题」。 
在《約會程式》中，弗兰克向艾米提出他们其实是在模拟世界中的想法，结果证明是正确的。 最初呈现给观众的场景引发了许多问题：奥勒说“世界运作的方式下，有很多奇怪且看似矛盾的暗示”。 根据吉尔伯特的说法，与此相关的重要问题是：为什么这些角色似乎「生活在某种密封的圆顶内」；如果他们选择退出系统会发生什么； 「为什么，鉴于弗兰克和艾米会有如此明显的化学反应，系统不是应该让他们配对更长时间吗？」她将这个地点描述为具有「人造世界光辉」的地方，类似于第三季 《急轉直下》中所见到的光辉。 美国科技网站The Verge的评论家丽兹·普劳吉奇(Lizzie Plaugic)认为这个场景是「平淡和中性的」，并表明它展示的「通常无事可做，只是消磨时间」的角色就像「维多利亚时代的浪漫小说」。 梅勒认为这种「简单」和「风格空虚」对于「虚拟世界」来说是合乎逻辑的。 
这一集与線上約會有关。在本集播出时皮尤研究中心的一项研究发现，大约四分之一的18-24 岁美国人使用约会应用程序。 VOX网站的阿巴德桑托斯（Abad-Santos）提到了Bumble， Grindr ，Hinge，Scruff和Tinder等等一系列流行的约会软件。 普劳吉奇（Plaugic ）认为「教练」与约会应用程序的世界「没有什么不同」，它「收集足够的数据以有效地向用户推送产品，或预测人类行为」，而且與那些「收集有关约会对象的数据以确定你是否真的喜欢约会对象」的应用程序一樣。 克里斯多福·胡顿（Christopher Hooton）在《獨立報》上撰文，看到弗兰克和艾米的约会与「那些把自己放在 Tinder上的人（尽管他们还没有真正摆脱前任）」之间的相似之处。 吉伯特发现，使用蒙太奇手法加速剪辑艾米的不同关系和性接触，就好像她在自己的身体之外，超脱身体和超脱人性，这可能是「对 Tinder 的批判」。 
评论家对这一集的现实意义有不同的想法。阿巴德-桑托斯（Abad-Santos）认为这一集体现了「人类会为了永远被爱的承诺而经历任何事情」。 普劳吉奇写道，它的「焦虑与社会認同、孤独和空白未知的未来有关」。 虽然胡顿对该系统的评价是积极的，但他说这一集是「关于在未来他们到底会有多精巧，而我们甚至不知道他们究竟是如何得出结论的，即约会算法」， 《连线》的德文·马洛尼（Devon Maloney）说该系统是「故意让我们作为观众感到沮丧」，而对角色来说，这个系统就营销成了「解决过去困扰单身人士问题的方法」。 李认为，该剧集从正反面两个方面展示了约会应用程序，因为弗兰克和艾米的恋情「已经人为地开始了」。 《影音俱樂部》的扎克·汉德伦（Zach Handlen） 认为，观众会感受到「幻想世界和自我反思之间的紧张关系，幻想世界中有别人来给你做这些麻烦的决定，但是你自己会觉得这个是个陷阱」。 亚历克·博贾拉德（Alec Bojalad）在《极客据点》上提到，艾米和弗兰克「完美适配」，是因为他们都有一种幽默感和「明确的身体联系」。 《每日电讯报》的凯瑟琳·吉 (Catherine Gee) 认为他们即「甜蜜」又「愚笨」，都喜欢「冷笑话」。 阿巴德-桑托斯将他们在现实世界中对彼此的反应解释为「眨眼和微笑，以及真爱的闪烁」。  范艾倫東克将歌词「約會程式」解释为「为权力和自己斗争的一种庆祝」。 